# قرعه‌کشی روادید ژاپن در ایران
قرعه‌کشی روادید ژاپن در ایران به روند قرعه‌کشی هواپیمایی ملی ایران از میان متقاضیان روادید ژاپن در سال‌های ۱۳۶۹ و ۱۳۷۰ خورشیدی اشاره دارد.
پس از پایان یافتن جنگ هشت‌ساله ایران و عراق و وخامت وضعیت اقتصاد و کار، شمار ایرانیانی که برای دوره‌ای موقت از کار با درآمد بهتر خواستار عزیمت به ژاپن بودند به‌شدت افزایش یافت.
بسیاری از این متقاضیان از مردان بیکار اهل محلات جنوبی تهران ازجمله جوادیه، خانی‌آباد، شوش، خزانه و نازی‌آباد بودند.
سال‌های ۶۹ و ۷۰ ایران‌ایر هفته‌ای دو بار به توکیو پرواز داشت. ژاپن در آن سال‌ها برای ورود ایرانیان ویزا نمی‌خواست. به همین دلیل روز به روز تعداد مردانی که از ایران برای کار به ژاپن می‌رفتند بیشتر می‌شد. با افزایش تعداد مسافران، ایران‌ایر یک بار سال ۶۹ در هتل شرایتون تهران و یک بار سال ۷۰ در ورزشگاه امجدیه بلیت ژاپن قرعه‌کشی کرد.
در قرعه‌کشی امجدیه حدود ۴۰ هزار نفر جمعیت آمده بودند که از آن ۴۰هزار نفر، حدود ۸ هزار نفر بلیت گرفتند.
در آن سال‌ها حدود ۳۰۰هزار نفر کارگر میهمان به ژاپن رفتند که گفته می‌شود حدود ۱۲۰هزار نفر از آن‌ها ایرانی بودند و شماری از آن‌ها با زنان ژاپنی ازدواج کرده و آن‌جا مانده‌اند. در سال ۱۹۸۹ میلادی، ۱۷هزار و ۵۰ ایرانی برای کار به ژاپن رفتند اما این رقم در سال ۱۹۹۰ به ۳۲هزار و ۱۲۵ نفر رسید. آنطور که مطبوعات ژاپن در آن سال‌ها گزارش کرده‌اند، ۲۴هزار نفر از آن‌ها در زمان ورود به فرودگاه ناریتای ژاپن گفته‌اند که برای گردش و تماشا به ژاپن آمده‌اند. دربارهٔ تعداد ایرانیانی که هنوز در ژاپن مهاجر هستند، به دلیل مهاجرت‌های غیرقانونی، آمار دقیقی در دست نیست. تعداد این مهاجران حدود ۷ تا ۱۰هزار نفر تخمین زده می‌شود که یک‌پنجم سال‌های اول دهه ۷۰ است.